# Marie-Olivier Galmiche
Pour les articles homonymes, voir Galmiche.
Marie-Olivier Galmiche (4 juillet 1882 à La Longine en Haute-Saône - 5 janvier 1969 à Paris 6e) est un militaire français commissaire général de division.

## Biographie
.Marie-Olivier Galmiche est membre de la Société historique de Paris 6e arrondissement. Il épouse Marie Geromine Cerale le 29 juillet 1919 à Paris 6e. Ce sont les parents du juge Pierre-Camille Galmiche,.

### Études
Marie-Olivier Galmiche est un fils d'instituteur. Il obtient son baccalauréat ainsi qu'une bourse qui lui permet d'intégrer l'École spéciale militaire de Saint-Cyr. Il est engagé volontaire en 1902, caporal en 1903 et sous-lieutenant en 1904 à sa sortie de Saint-Cyr.

### Carrière
Il est officier en 1906 avec le grade de lieutenant puis capitaine en 1914.
Blessé au combat pendant la Guerre de 14-18, il est décoré de la croix de chevalier de la Légion d'honneur pour fait d'arme. En 1921, il obtient le grade de sous-intendant major de 3e classe et est affecté à Metz puis Chalon-sur-Saône et Nantes.

#### Promotions dans l'intendance militaire.
Sous-intendant 2e classe en 1928 et 1re classe en 1932.
Directeur des services de l'intendance de la 8e Région en 1936 avec le grade d'intendant général de 2e classe.
Intendant général de 1re classe le 9 septembre 1939.
Inspecteur général du ravitaillement en octobre 1940 jusqu'en juillet 1942,.

## Distinctions
- Croix de guerre 1914-1918 avec palmes ;

- Chevalier de la Légion d'honneur en 1917[6] ;

- Commandeur de la Légion d'honneur le 31 décembre 1961[7]